# Крысолов (альбом)
«Крысоло́в» (укр. Щуролов) — четвертий і п'ятий студійні альбоми українського реп-виконавця Артема Лоіка, видані 18 і 20 вересня 2017 року на лейблі HitWonder. Складається з двох частин «натхненний однойменною поемою Марини Цвєтаєвої» і має концептуальний характер.
|                                                        | Це стара казка, у ній розповідається про навалу пацюків на місто Гамельн, жителі міста кличуть музиканта, щоб він допоміг їм в обмін на доньку бургомістра. Музикант грає на сопілочці, пацюки йдуть за ним, він їх веде і топить. А дочку бургомістра йому так і не віддали, і за це музикант топить усіх дітей. І ось усе це я подам крізь призму своєї творчості, повністю візьму оболонку.Оригінальний текст (рос.) Это старая сказка, в ней рассказывается о нашествии крыс на город Гамельн, жители города вызывают музыканта, чтобы он помог им в обмен на дочь бургомистра. Музыкант играет на дудочке, крысы идут за ним, он их уводит и топит. А дочь бургомистра ему так и не отдали, и за это музыкант топит всех детей. И вот всё это я подам сквозь призму своего творчества, полностью возьму оболочку. |
| — Артем Лоік про свій задум альбому, в інтерв'ю rap.ua | |

## Список композицій
| Крысолов | Крысолов           | Крысолов   |
| #        | Назва              | Тривалість |
| -------- | ------------------ | ---------- |
| 1.       | «...начну»         | 2:59       |
| 2.       | «Гамельн»          | 3:09       |
| 3.       | «Сон»              | 2:58       |
| 4.       | «Нашествие крыс»   | 2:43       |
| 5.       | «Крысы»            | 4:28       |
| 6.       | «Указ бургомистра» | 3:24       |
| 7.       | «Крысолов»         | 3:58       |
| 8.       | «Невесте»          | 3:21       |
| 9.       | «Награда»          | 3:00       |
| 10.      | «Музыкант»         | 3:18       |
| 11.      | «Комментаторы»     | 2:12       |
| 12.      | «Вопрос-ответ»     | 4:17       |
| 13.      | «Суд»              | 3:07       |
| 42:54    |                    |            |

| Крысолов, Часть 2 | Крысолов, Часть 2                                            | Крысолов, Часть 2 |
| #                 | Назва                                                        | Тривалість        |
| ----------------- | ------------------------------------------------------------ | ----------------- |
| 1.                | «Гильотина»                                                  | 3:00              |
| 2.                | «Раунд»                                                      | 3:33              |
| 3.                | «Веретено» (діс на Ярмака (незавершений третій раунд Лоіка)) | 3:36              |
| 4.                | «Увод»                                                       | 2:57              |
| 5.                | «Танцы у озера»                                              | 2:52              |
| 6.                | «Пузыри»                                                     | 2:38              |
| 7.                | «Расплата»                                                   | 3:32              |
| 8.                | «Дым»                                                        | 3:22              |
| 9.                | «Искусство»                                                  | 3:38              |
| 10.               | «Волнорез»                                                   | 4:18              |
| 11.               | «Я...»                                                       | 2:47              |
| 36:13             |                                                              |                   |